# Vilko Filač

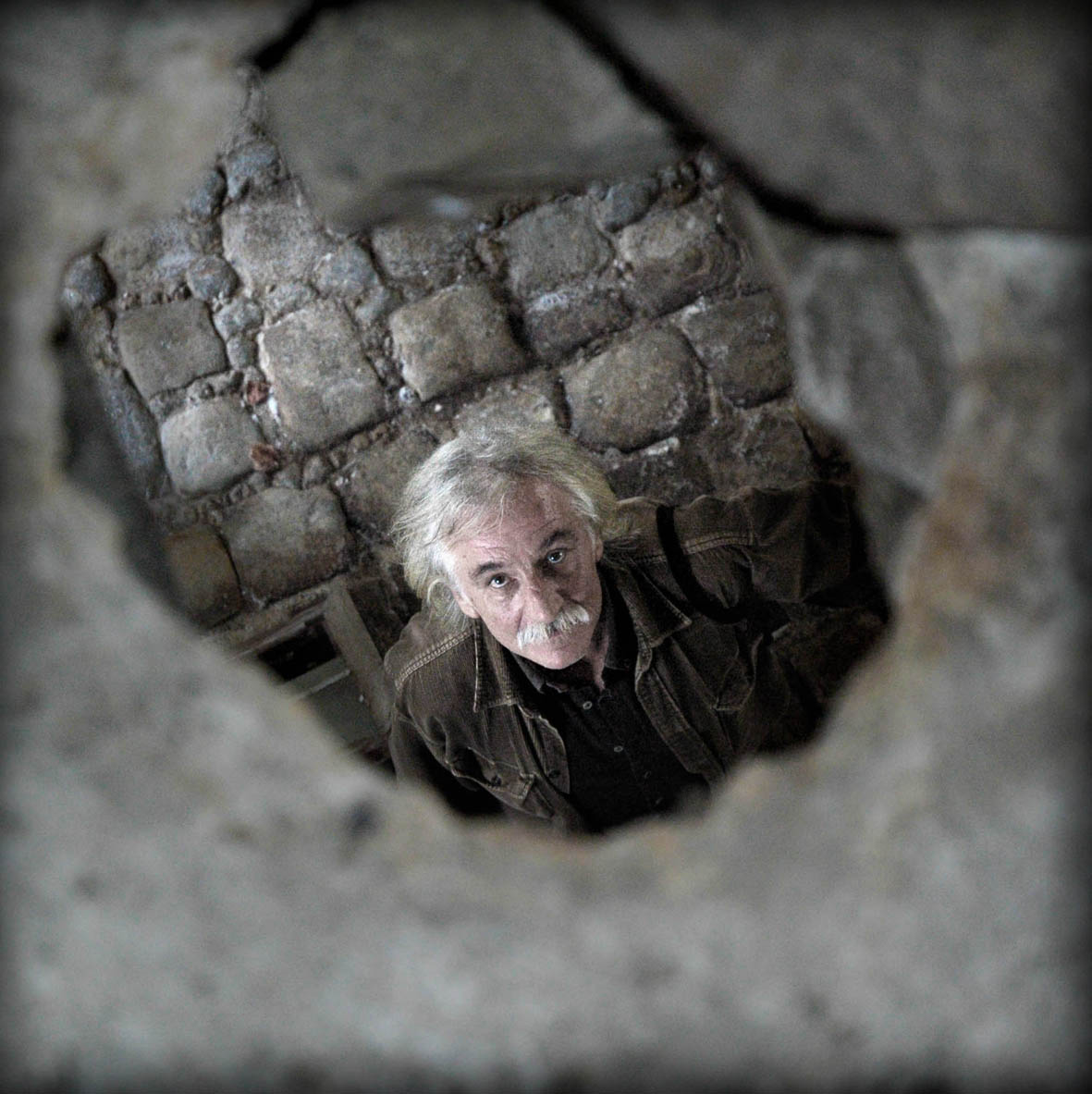
Vilko Filač (2007)

Vilko Filač (* 14. Februar 1950 in Ptuj, Slowenien; † 25. November 2008 in Ljubljana, Slowenien) war ein slowenischer Kameramann.

## Leben
Vilko Filač studierte an der Film- und Fernsehfakultät der Akademie der Musischen Künste in Prag. Während des Studiums lernte er den späteren Filmemacher Emir Kusturica kennen, für den er 1978 mit seiner Inszenierung des Fernsehdramas Nevjeste dolaze als Kameramann debütierte. Es war der erste gemeinsame von insgesamt sieben Filmen, darunter Die Zeit der Zigeuner, Arizona Dream und Underground, die Filač bis 1995 für Kusturica drehte.

## Filmografie (Auswahl)
- 1978: Die Bräute kommen (Nevjeste dolaze)
- 1981: Erinnerst Du Dich an Dolly Bell? (Sjecas Li Se, Dolly Bell)
- 1985: Papa ist auf Dienstreise (Otac na službenom putu)
- 1986: Die Rache (Osveta)
- 1988: Die Zeit der Zigeuner (Dom za vešanje)
- 1989: Das vergessene Kommando (The Forgotten)
- 1993: Arizona Dream
- 1995: Underground (Podzemlje)
- 1997: Chinese Box
- 1997: The Brave
- 2001: Novocaine – Zahn um Zahn (Novocaine)
- 2004: Verrat in Venedig (Secret Passage)
- 2007: Die Schatzinsel (L'île au(x) trésor(s))
- 2009: Blaubarts jüngste Frau (Barbe bleue)